# サッカーモンゴル国女子代表
サッカーモンゴル女子代表（サッカーモンゴルじょしだいひょう）は、モンゴル国サッカー連盟（MFF）によって構成されるサッカーのナショナルチームである。アジアサッカー連盟（AFC）および東アジアサッカー連盟（EAFF）所属。

## 歴史
サッカーモンゴル女子代表は、2018年9月にウランバートルで開催されたEAFF E-1サッカー選手権2019の予選1次ラウンドでデビューした。9月3日にAFCメンバーの北マリアナ諸島との初の国際試合で3対2で勝利し、9月5日にFIFAメンバーとの最初の試合をグアムと対戦して1対0で勝利した。

## 成績

### FIFA女子ワールドカップ
- 1991 - 不参加
- 1995 - 不参加
- 1999 - 不参加
- 2003 - 不参加
- 2007 - 不参加
- 2011 - 不参加
- 2015 - 不参加
- 2019 - 不参加
- 2023 - 予選敗退

### オリンピック
- 1996 - 不参加
- 2000 - 不参加
- 2004 - 不参加
- 2008 - 不参加
- 2012 - 不参加
- 2016 - 不参加
- 2020 - 予選敗退

### AFC女子アジアカップ
- 1975 - 不参加
- 1977 - 不参加
- 1979 - 不参加
- 1981 - 不参加
- 1983 - 不参加
- 1986 - 不参加
- 1989 - 不参加
- 1991 - 不参加
- 1993 - 不参加
- 1995 - 不参加
- 1997 - 不参加
- 1999 - 不参加
- 2001 - 不参加
- 2003 - 不参加
- 2006 - 不参加
- 2008 - 不参加
- 2010 - 不参加
- 2014 - 不参加
- 2018 - 不参加
- 2022 - 予選敗退

### EAFF E-1サッカー選手権
- 2005 - 不参加
- 2008 - 不参加
- 2010 - 不参加
- 2013 - 不参加
- 2015 - 不参加
- 2017 - 不参加
- 2019 - 予選敗退
- 2022 - 不参加